# Жукова, Анастасия Николаевна
Анастаси́я Никола́евна Жу́кова (21 февраля, 1990 года, Ленинград, СССР) — российская сноубордистка, выступающая в дисциплинах: биг-эйр, слоупстайл, хафпайп. Мастер спорта России.
- Двукратная чемпионка России (2010, 2014);
- Многократный призёр чемпионатов России;
- Призёр этапов Кубка Европы в хафпайпе.